# 20. arrondissement i Paris
20. arrondissement i Paris er et af Paris' 20 arrondissementer og er placeret på højre Seinebred. Det kaldes også  arrondissement de Ménilmontant.

## Historie
Arrondissementet er relativt ungt, idet det er oprettet i 1860, ved at man lagde landsbyerne Charonne, Belleville og Ménilmontant ind under Paris.

### Kendte personer
Ufuldstændig liste over kendte personer med tilknytning til arrondissementet:
- Maurice Chevalier (1888-1972), sanger og skuespiller.
- Édith Piaf (født i 1915 i rue de Belleville-1963), sangerinde.
- Léon Gambetta (1838-1882), deputeret for de radikale fra 20. arrondissement, fremtidig konseilspræsident.
- Léon Blum (1872-1950), deputeret for socialisterne fra 20. arrondissement, fremtidig konseilspræsident.

## Geografi

### Afgrænsning
Arrondissementet er afgrænset mod nord af 19. arrondissement, mod øst af Bagnolet, Montreuil og Vincennes, mod syd af 12. arrondissement og mod vest af 11. arrondissement.
Der er store højdeforskellige i det 20 arrondissement. Adskillige steder har en flot udsigt over Paris, men kun esplanaden over Parc de Belleville (rue Piat) er indrettet og kendt som en udsigtsterrasse.
Bellevillekvarteret har været indvandrerkvarter siden det blev indlemmet i byen. I dag er det mest synlige mindretal det kinesiske, der er mindre end 50 år gammelt og koncentrerer sig omkring metro Belleville. Men der findes også ældre jødiske og arabiske mindretal i bydelen. Tidligere var det tyvende arrondissement præget af arbejder- og håndværkerbefolkning, men i dag er det ved at blive borgerligt, med kunstneriske islæt.

### Bykvarterer
Arrondissementet er delt i fire bykvarterer:
- Belleville
- Saint-Fargeau
- Père-Lachaise
- Charonne

### Lokalråd
Arrondissementet har syv lokalråd:
- Ménilmontant – Amandiers
- Belleville
- Gambetta
- Plaine-Lagny
- Réunion – Père-Lachaise
- Saint-Blaise
- Télégraphe – Pelleport – Saint-Fargeau

### Grønne områder

#### Père-Lachaise kirkegården
Kirkegården Père-Lachaise er med sine 44 hektar et af de største grønne områder i Paris. På kirkegården er der plantet omkring 5.300 træer, primært ahorn, ask, tuja og kastanje.

#### Parc de Belleville
Belleville parken strækker sig over 4,5 hektar og giver med sin placering på Bellevillehøjen en vid udsigt over Paris. I parken findes der en større legeplads, et friluftsteater og en vinmark på 250 m2, der producerer druer af typen Pinot-meunier.

#### Square Séverine
Séverine pladsen er med 2,3 hektar et mindre grønt åndehul i arrondissementet. Den er etableret i 1933 og indeholder forskellige aktivitetsområder for både børn og voksne. Parken er anlagt i neoklassicistisk stil.

#### Andre haver og pladser
Af andre haver og pladser kan nævnes:
- Square des Amandiers
- Square Sarah Bernhardt
- Jardin du pavillon Carré de Baudouin
- Square Samuel-De-Champlain
- Square Emmanuel Fleury Jardin de la Gare-de-Charonne
- Square de Ménilmontant
- Jardin naturel
- Square Edouard-Vaillant

#### Delehaver
I 20. arrondissement findes der 11 sådanne haver, heraf 2 for handicappede.

## Demografi

### Befolkningsudvikling
| År   | Befolkning |
| ---- | ---------- |
| 1954 | 199.880    |
| 1962 | 199.659    |
| 1968 | 189.125    |
| 1975 | 175.455    |
| 1982 | 171.888    |
| 1990 | 184.410    |
| 1999 | 183.093    |

## Uddannelse
Der findes:
- 35 børnehaver
- 35 folkeskoler
- 12 mellemskoler
- 5 gymnasier

i arrondissementet

## Transport

### Metro
Arrondissementet serviceres af 19 stationer på 6 Metrolinier, hvoraf en    , udelukkende kører indenfor arrondissementet.
- (Porte de Vincennes).
- (Belleville, Couronnes, Ménilmontant, Père Lachaise, Philippe Auguste, Alexandre Dumas og Avron).
- (Père Lachaise, Gambetta og Porte de Bagnolet).
- (Gambetta, Pelleport, Saint-Fargeau og Porte des Lilas).
- (Buzenval, Maraîchers og Porte de Montreuil).
- (Belleville, Pyrénées, Jourdain, Télégraphe og Porte des Lilas).